# پورگی و بس
پورگی و بِس (انگلیسی: Porgy and Bess) فیلمی در ژانر موزیکال به کارگردانی اتو پرمینجر است که در سال ۱۹۵۹ منتشر شد.
این فیلم برنده جایزه گلدن گلوب بهترین فیلم موزیکال یا کمدی و برنده جایزه اسکار بهترین موسیقی فیلم در سال ۱۹۵۹ شده‌است.

## بازیگران
- سیدنی پوآتیه
- دوروتی دندریج
- سامی دیویس جونیور
- پرل بیلی
- دایان کارول
- براک پیترس
- کلود ایکینز
- ایوان دیکسون